# Catorhintha divergens
Catorhintha divergens är en insektsart som beskrevs av Barber 1926. Catorhintha divergens ingår i släktet Catorhintha och familjen bredkantskinnbaggar. Inga underarter finns listade i Catalogue of Life.